# Ломжинський повіт
Ломжинський повіт (пол. powiat łomżyński) — один з 14 земських повітів Підляського воєводства Польщі.
Утворений 1 січня 1999 року в результаті адміністративної реформи.

## Загальні дані
Адміністративний центр — місто Ломжа.
Станом на 1.01.2008 населення становить 51 013 осіб, площа 1354,55 км².

## Демографія
Демографічні дані повіту станом на 31 grudnia.2005:
|       | Всього | Всього | Жінки  | Жінки | Чоловіки | Чоловіки |
| ----- | ------ | ------ | ------ | ----- | -------- | -------- |
|       | осіб   | %      | осіб   | %     | осіб     | %        |
| Повіт | 50 880 | 100    | 25 161 | 49,5  | 25 719   | 50,5     |
| Міста | 3 922  | 100    | 1 983  | 50,6  | 1 939    | 49,4     |
| Села  | 46 958 | 100    | 23 178 | 49,4  | 23 780   | 50,6     |

## Виноски
1. ↑  Населення, площа та густота за даними Центрального статистичного офісу Польщі. Powierzchnia i ludność w przekroju terytorialnym w 2007. .